# Ciung Wanara

Ciung Wanara est une légende soundanaise. Elle raconte l'histoire du royaume de Galuh et de l'origine du nom de la rivière Pamali.
Elle est associée aux sites archéologiques de Karang Kamulyan dans le kabupaten de Ciamis dans le Java occidental.
Elle a inspiré le film Tjioeng Wanara, sorti en 1941.